# デリー包囲戦 (1804年)
デリー包囲戦 （デリーほういせん、英語：Siege of Delhi）は、1804年10月8日から10月19日にかけて、ホールカル家とイギリス東インド会社との間で行われた第二次マラーター戦争の戦いの一つ。

## 戦闘
1804年10月8日、ヤシュワント・ラーオ・ホールカルはムガル帝国の首都デリーを包囲、攻撃した。これは1803年9月以降、イギリスのもとで年金生活者として生活していた皇帝シャー・アーラム2世を解放するためであった。
ホールカル家の軍は歩兵15,000あるいは16,000、騎兵65,000、大砲200門で構成されており、デリーを守るイギリスの守備隊2,500に対して攻撃を仕掛けたが、守備隊は持ちこたえた。その間、ジェラルド・レイクが軍をひきいて向かっていたが、ヤシュワント・ラーオはその軍はるか後方にいると信じて疑わなかった。
そして、同月15日の明け方にホールカル軍はジェラルド・レイクの奇襲を受け、壊滅的な打撃をうけた。ホールカル家の軍勢はジェラルド・レイクの追撃にあって、多くが討ち死にし、ヤシュワント・ラーオは何とか逃げた。
19日、ヤシュワント・ラーオはデリーから全面的に撤退した。けれども、シャー・アーラム2世はヤシュワント・ラーオの武勇を褒め称えたという。